# Armodafinilo

Armodafinilo

El armodafinilo es un psicoestimulante producido por la compañía farmacéutica Cephalon en junio de 2007. El armodafinilo es el isómero del fármaco modafinilo (Progivil)
El armodafinilo, al igual que el modafinilo, tiene cuatro usos principales:
- Promueve el despertar en los casos de somnolencia excesiva y narcolepsia
- Es un fármaco utilizado para el tratamiento del déficit de atención en niños y adultos
- Se utiliza en las personas que deben hacer turnos rotativos, ya que permite evitar el sueño que pueden producir estos cambios horarios en el reloj biológico de las personas.
- Se utiliza por algunos estudiantes para mejorar la concentración.

La empresa Cephalon quiere y planea además conducir estudios con el objetivo de evaluar el armodafinilo (Nuvigil) para el tratamiento de otras condiciones crónicas como el trastorno bipolar, la esquizofrenia, así como el sueño y fatiga en condiciones como el párkinson y el cáncer.

## Nombres comerciales
Neoresotyl (Laboratorios Abbott)
Nuvigil (Laboratorios Cephalon)
Arvigil FT (Laboratorios Andromaco)
Arnifon  (Laboratorio Gramon Bago)
- Datos: Q418913
- Multimedia: Armodafinil / Q418913